# Stefanowo (województwo podlaskie)
Stefanowo – kolonia w Polsce położona w województwie podlaskim, w powiecie sokólskim, w gminie Sidra.
W latach 1975–1998 miejscowość należała administracyjnie do województwa białostockiego.